# Hosalli-M-Karadgi, Savanur
Hosalli-M-Karadgi là một làng thuộc tehsil Savanur, huyện Haveri, bang Karnataka, Ấn Độ.